# 任穀
任穀（1446年—1505年），字生之，廣西省南寧府橫州馴象衛軍籍，治《春秋》，年二十七歲中式成化八年壬辰科第三甲第四十五名進士。十月十七日生，行一，曾祖任思義，大使；祖任致遠；父任信，訓導；母胡氏。慈侍下，妻吳氏。由國子生中式廣西鄉試第二十六名舉人，會試中式第八十七名。南京戶部主事，歷郎中，擢福建布政司參議